# Salix caroliniana
Espèce
Classification APG III (2009)
Salix caroliniana, connu sous le nom anglais Coastal plain willow, est une espèce de plantes de la famille des Salicaceae. C'est un arbuste ou un petit arbre trouvé au sud-est des États-Unis, au Mexique, dans certaines zones d'Amérique centrale et dans les Caraïbes.
Aux États-Unis, il se rencontre au bord de l'Ohio, de la Susquehanna et de tous leurs affluents.

## Description
Salix caroliniana ressemble beaucoup à Salix alba. Son écorce est grisâtre, finement gercée ; son bois blanc et tendre. Son feuillage est d'un vert-clair ; ses feuilles médiocrement pétiolées, alternes, étroites, alongées, lancéolées, vertes et glabres sur leurs deux faces, finement dentées en scie, dépourvues de stipules, longues d'environ six à neuf centimètres, larges d'un centimètre et demi ou plus, acuminées ; les pétioles sont pubescents.

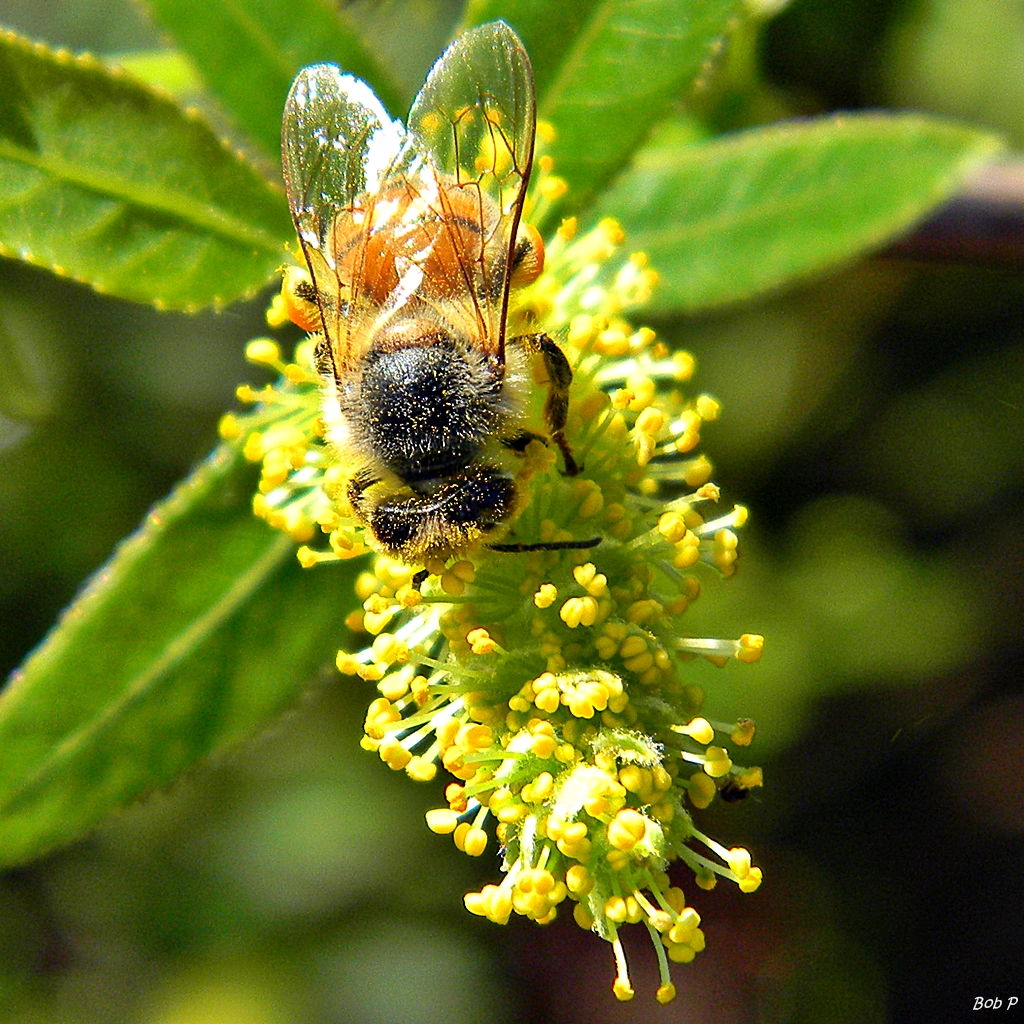
Abeille butineuse sur chaton mâle de Salix caroliniana.

Salix caroliniana fleurit au début du printemps, avant ou pendant l'émergence des feuilles.  En Floride en 1982, la floraison a eu lieu en février et mars.
L'espèce a été décrite en premier par le naturaliste français André Michaux en 1803 dans Flora Boreali-Americana.

## Synonyme
- Salix longipes Shuttlew. ex Andersson